# Maksim (mitropolit)
Maksim, mitropolit mohački (sredina 17. st.). U turskom defteru koji sadrži podatke o srpskim jerarsima od 1640. do 1655. godine spominje se Maksim kao mitropolit "đaura oblasti Komorana i Seksara /Seksarda/ i Mohača i Simontorne /Šimontornje/", koje u to vrijeme spadaju u "Budimski ejalat". U defteru je podatak o plaćanju peškeša od 800 akči, ali se ne navodi datum kada je to plaćanje izvršeno.
Opće napomene uz podatke o mitropolitu Ilarionu, kao "pečujskom mitropolitu", odnose se i na Maksima, kao "mohačkog mitropolita".